# Pilosocereus aurisetus
Pilosocereus aurisetus – gatunek kaktusa pochodzący z Brazylii.

## Morfologia
Jest szarawozielony i niskokolumnowy. Dorasta do ok. 1 metra wysokości a jego pędy mają średnicę ok. 6 cm. Ma zwykle 15 żeber z szarawo-białymi areolami, z których wyrasta wiele drobnych cierni długości do 2,5 cm. Kaktus kwitnie późną wiosną bądź wczesnym latem, jego kwiaty są nocne, białawe długości ok. 5 cm. Pojawiają się z boku pędu, z pseudocefalium.

## Uprawa
Wymaga pełnego nasłonecznienia i temperatury minimalnej 13 °C.